# Arènes de Metz
Die Arènes de Metz (auch Palais omnisports Les Arènes) ist eine Multifunktionsarena in der ostfranzösischen Stadt Metz. Die 2002 eröffnete Arena verfügt über insgesamt 4525 Plätze. Es ist die Heimspielstätte des französischen Spitzenclubs Metz Handball und liegt unmittelbar in der Nähe des Bahnhofs und des Centre Pompidou-Metz.
Die Arena war eine von acht Austragungsstätten der Handball-Weltmeisterschaft der Männer 2017 in Frankreich. In ihr fanden alle Spiele der Vorrundengruppe B statt. Zehn Jahre zuvor machte die Handball-Weltmeisterschaft der Frauen in der Arena in Metz Station. Von 2003 bis 2010 und seit 2014 ist die Arènes de Metz Schauplatz des Herren-Tennisturniers Moselle Open (ATP Tour 250) auf Hartplatz.